# Fountain N’ Lakes
Fountain N’ Lakes – wieś w Stanach Zjednoczonych, w stanie Missouri, w hrabstwie Lincoln.